# Underground Hero
Albums de MC Eiht
Tha8t'z Gangsta
(2001) Hood Arrest
(2003)
Underground Hero est le septième album studio de MC Eiht, sorti le 2 juin 2003.
L'album s'est classé 23e au Top Independent Albums et 54e au Top R&B/Hip-Hop Albums.

## Liste des titres
| No  | Titre                                                                           | Contient un (des) sample(s) de                      | Durée |
| --- | ------------------------------------------------------------------------------- | --------------------------------------------------- | ----- |
| 1.  | The Bomb Eiht (Produit par Mr Tony et Narcotic)                                 |                                                     | 0:58  |
| 2.  | Bang (Produit par The Platinium Brother)                                        |                                                     | 2:52  |
| 3.  | Get Yours (featuring Mack 10 – Produit par Nic & Tone)                          |                                                     | 3:33  |
| 4.  | Hungry (Produit par Mr Tony et Narcotic)                                        |                                                     | 0:10  |
| 5.  | Uh-Huh (featuring Yukmouth – Produit par Big Reese)                             |                                                     | 3:55  |
| 6.  | First Time Actor (Produit par Mr Tony et Narcotic)                              |                                                     | 0:20  |
| 7.  | The Hustle (Produit par Nic & Tone)                                             |                                                     | 3:24  |
| 8.  | Graduation Day (Produit par Mr Tony et Narcotic)                                |                                                     | 0:12  |
| 9.  | Hipnotize (Produit par Nic & Tone)                                              |                                                     | 3:31  |
| 10. | In My Town (Produit par Young Tre)                                              | Lovin' You des Commodores                           | 4:34  |
| 11. | Fire Alarm (Produit par Mr Tony et Narcotic)                                    |                                                     | 0:37  |
| 12. | Never Take It Easy (Produit par The Platinium Brother)                          |                                                     | 3:38  |
| 13. | Keep It Movin (Produit par Daven The Mad Hatter)                                |                                                     | 3:32  |
| 14. | Territory (Produit par Nic & Tone)                                              |                                                     | 3:54  |
| 15. | The Shoe Caper (Produit par Mr Tony et Narcotic)                                |                                                     | 0:23  |
| 16. | The Rah Rah Niggas (featuring Sticky Fingaz – Produit par Daven The Mad Hatter) | Gin and Juice de Snoop Dogg featuring Daz Dillinger | 3:56  |
| 17. | Leave Me Alone (Produit par Nic & Tone)                                         |                                                     | 3:32  |
| 18. | Black Music Dept (Produit par Mr Tony et Narcotic)                              |                                                     | 0:24  |
| 19. | What You Wish For (featuring Outlawz – Produit par The Platinium Brother)       |                                                     | 4:40  |